# Yang Chuan-Kwang
Yang Chuan-Kwang ou C.K. Yang (chinois traditionnel : 楊傳廣 ; pinyin : Yáng Chuánguǎng, né le 10 juillet 1933 à Taitung, alors au Japon, mort le 27 janvier 2007 à Los Angeles) est un athlète de Taïwan, spécialiste du décathlon.

## Biographie
Il remporte la médaille d'or du décathlon aux Jeux asiatiques de 1954 et de 1958, ainsi que dans ces derniers jeux, la médaille d'argent sur le 110 m haies, le saut en longueur et la médaille de bronze du 400 m haies. Il termine 8e aux Jeux olympiques de 1956 (décathlon).
Il remporte la médaille d'argent à Rome, 4 ans après, en terminant très près, avec 8 334 points (ancienne table), de son ami et camarade de classe Rafer Johnson des UCLA Bruins. Yang bat d'ailleurs Johnson dans toutes les épreuves de courses et de saut. Il n'est distancé par l'américain que dans les trois épreuves de lancer.
En 1963, il bat le record du monde du saut à la perche en salle avec un saut de 4,96 mètres (16 pieds et 3 pouces un quart) et porte son record personnel à 8 089 points à Walnut (Californie) le 28 avril, établissant un nouveau record du monde du décathlon. L'année suivante, il termine 5e des Jeux de Tokyo.
Il est un aborigène de Taïwan (non-chinois), membre des Amis (des Austronésiens autochtones de l'île).
Il est également acteur dans Le Reptile, western de Joseph L.Mankiewicz, réalisé en 1970.

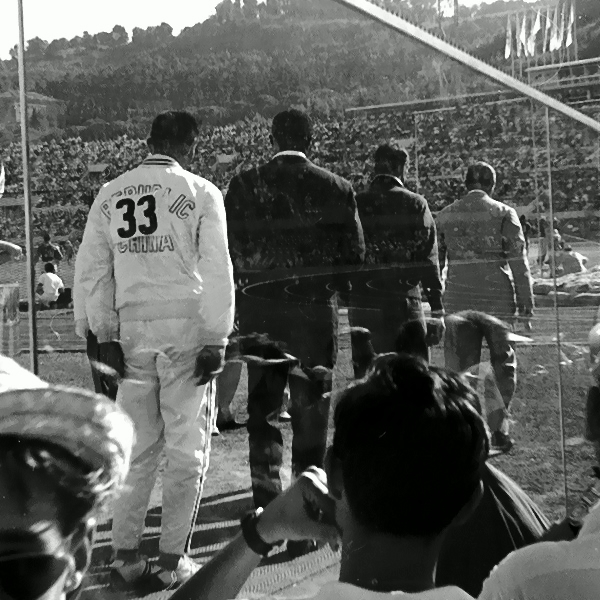
Podium du décathlon hommes JO Rome 1960